# ウィルソンの信頼区間
ウィルソンの信頼区間（ウィルソンの得点区間）は二項分布の成功確率の信頼区間を与える。正規分布に近似して得られる信頼区間に比べて、少ないサンプルでも良い性質をもつとされる。エドウィン・ビドウェル・ウィルソン (1927)によって最初に提唱された。

## ウィルソンの信頼区間
ウィルソンの信頼区間の上限と下限は、試行数を{\displaystyle n}、標本成功確率を{\displaystyle {\hat {p}}}、Z値を{\displaystyle z}として、以下のように与えられる。
{\displaystyle w^{\pm }={\frac {1}{1+{\frac {1}{n}}z^{2}}}\left[{\hat {p}}+{\frac {1}{2n}}z^{2}\pm z{\sqrt {{\frac {1}{n}}{\hat {p}}\left(1-{\hat {p}}\right)+{\frac {1}{4n^{2}}}z^{2}}}\right]}
これは{\displaystyle n}が小さい場合や{\displaystyle {\hat {p}}}が0や1に近い場合でも良い性質を持つ。
ウィルソン区間は2群(自由度1)のピアソンのカイ二乗検定から求めることができる。
{\displaystyle {\mbox{Pr}}\left({\frac {(n{\hat {p}}-n\theta )^{2}}{n\theta }}+{\frac {\left(n(1-{\hat {p}})-n(1-\theta )\right)^{2}}{n(1-\theta )}}\leq F_{\chi _{1}^{2}}(1-\alpha )\right)={\mbox{Pr}}\left(-z_{1-{\frac {\alpha }{2}}}\leq {\frac {{\hat {p}}-\theta }{\sqrt {{\frac {1}{n}}\theta \left({1-\theta }\right)}}}\leq z_{1-{\frac {\alpha }{2}}}\right)=1-\alpha }
上の括弧内の式を{\displaystyle \theta }について解くことによって信頼区間が求まる。不等式の中央の項はスコア検定量と等しいため、この信頼区間はウィルソンの得点区間とも呼ばれる。

## ウィルソンの連続性修正を伴う得点区間
ウィルソン区間は連続性補正を用いて調整されることがある。下式の連続性補正を伴うウィルソンの信頼区間はニューカム(1998)により提案された。
{\displaystyle w^{-}=\operatorname {max} \left\{0,{\frac {2n{\hat {p}}+z^{2}-[z{\sqrt {z^{2}-{\frac {1}{n}}+4n{\hat {p}}(1-{\hat {p}})+(4{\hat {p}}-2)}}+1]}{2(n+z^{2})}}\right\}}
{\displaystyle w^{+}=\operatorname {min} \left\{1,{\frac {2n{\hat {p}}+z^{2}+[z{\sqrt {z^{2}-{\frac {1}{n}}+4n{\hat {p}}(1-{\hat {p}})-(4{\hat {p}}-2)}}+1]}{2(n+z^{2})}}\right\}}
ウィルソン区間がピアソンのカイ二乗検定によく似ているように、連続性補正を伴うウィルソン区間はイェイツの連続性補正と同等のものである。

## 他の信頼区間との比較
ウィルソンの信頼区間と、他の二項分布の信頼区間を比較した報告はいくつか存在する。
例えば、アグレスティとコウル (1998)およびロス(2003)の両者はクロッパー-ピアソン区間のようないわゆる正確法でさえも正しい信頼区間を与えないことがあると指摘している。
これらの多くの区間はR言語を使用したパッケージbinom、Python言語やJupyter Notebookを使用したパッケージebcic (Exact Binomial Confidence Interval Calculator)で計算することができる。